# NEE-01 Pegaso
Pour les articles homonymes, voir Pegaso.
NEE-01 Pegaso est le premier satellite équatorien. C'est un nanosatellite de la classe des CubeSat d'un seul élément, soit un cube de 10 cm de côté fabriqué par l'Agence spatiale civile équatorienne et achevé en avril 2011. Il fut mis en orbite par une fusée chinoise Longue Marche 2D en avril 2013. Le satellite embarque une caméra visible et infrarouge qui lui permettent de prendre des photos et de transmettre des vidéos depuis l'espace.
La société Innovative Solutions In Space remporta le contrat pour envoyer le satellite dans l'espace, avec TurkSat-3USat (en) et CubeBug-1, comme charges utiles secondaires lors du lancement du satellite d'observation chinois Gaofen 1. Pegaso a été lancé par une fusée Longue Marche 2D depuis le second pas de tir du Centre spatial de Jiuquan (Jiuquan Launch Area 4 (en)). Bien que ce nanosatellite soit à l'origine un projet privé, le lancement fut payé par l'État équatorien et les médias gouvernementaux couvrirent intensivement l'évènement.
Le 22 mai 2013, Pegaso entra en collision avec des débris du réservoir de carburant d'une fusée soviétique S14 au-dessus de l'océan Indien. Bien qu'il reste en orbite, sa mission est compromise.